# Shai Hulud
Shai Hulud —  хардкор-панк группа с элементами прогрессив метала. Основанная в Помпано-Бич, Флорида, позже группа переехала в Покипси, Нью-Йорк.
Название произошло от имени, данного Фременами гигантскому Песочному Червю планеты Арракис из книги Фрэнка Герберта «Дюна». Группа известна среди хардкор-сцены своими сложными композициями, человеконенавистнической лирикой и часто меняющимся составом.
Shai Hulud стала одной из наиболее влиятельных групп в андеграунде, на хардкор, металкор и пост-хардкор сценах. Такие группы, как 7 Angels 7 Plagues, Alove for Enemies, As Hope Dies, As I Lay Dying, Behind Crimson Eyes, Crimson Falls, It Prevails, Many Men Have Tried, Mayday Parade, Misery Signals, MYCHILDREN MYBRIDE, Poison the Well, See You Next Tuesday, Silverstein, The Funeral Pyre, The Banner, Unearth и многие другие упоминают Shai Hulud как оказавшую влияние на их творчество.

## История
Matt Fox (гитара) и Dave Silber (бас) основали Shai Hulud в 1995 году вместе с Damien’ом Moyal’ом в качестве вокалиста, Jason’ом Lederman’ом — барабанщика, и Oliver’ом Chapoy’ем — второго гитариста. "Matt играл в немного других группах, таких как рок-группы, и они всего лишь хотели играть хардкор, " — говорит бывший басист Jared Allen. Однако дела с Jason’ом Lederman’ом не пошли и группа начала искать нового барабанщика. В 1994 году Steve Kleisath и Matt Fox встретились первый раз в Тампе (Флорида), когда Matt играл за барабанами в группе Strongarm, к которой позже Steve присоединится как барабанщик. В полном составе группа записала демо из 6 треков и вскоре была подписана на Revelation Records Rob’ом Moran’ом басистом Unbroken. Несмотря на то, что Revelation понравилось демо Shai Hulud, они попросили группу поменять название потому, что «его очень сложно запомнить». Первый концерт Shai Hulud был дан в Хэллоуин 1996 года на базе Discount (панк-группы из Флориды) менее чем для 50 человек.
Damien Moyal покинул группу, когда она заключила контракт с Revelation Records. С уходом Damien’а, Shai Hulud приглашают на место вокалиста 14-летнего Chad’а Gilbert’а. Группа записывается на дочерней компании Revelation Records — Crisis Records. В сентябре 1996 года они записали EP из 3-х песен, названный A Profound Hatred of Man, который был выпущен в феврале 1997. Этот EP положил начало музыкальному наследию Shai Hulud.
В 1997 году Chad Gilbert ушел из группы, чтобы основать поп-панк-группу New Found Glory. Тем не менее, Shai Hulud в августе 1997 года начали запись своего первого полноформатного альбома Hearts Once Nourished With Hope And Compassion. Они закончили альбом в сентябре и выпустили его в ноябре. Следующие полтора года Shai Hulud были в американском турне вместе со Strongarm, Bloodlet, Shadows Fall, ZAO, Overcast, Cannibal Corpse и Disembodied. В мае 1998 года были записаны 3 трека для сплита с New York’s Indecision, получившего название The Fall of Every Man. Сплит был выпущен в ноябре 1998 года. В 1998 году Oliver Chapoy решает покинуть группу. Он был заменен Matthew Fletcher’ом, который позже переехал во Флориду и присоединился к группе в январе 1999. Matt Fletcher первый раз увидел Shai Hulud в Сиэтле, штат Вашингтон в 1997 году вместе со Strongarm и nineironspitfire. Andrew Gormley (бывший барабанщик Shai Hulud) также был на шоу, продавая демо Kiss It Goodbye. В июне 1999 года они записали кавер на «Fearless Vampire Killers» для сборника Bad Brains tribute названного Never Give In.
Steve Kleisath покинул группу по личным причинам, а Chad Gilbert решил оставить Shai Hulud и стать постоянным гитаристом New Found Glory. Группа наняла Andrew Gormley на место барабанщика на время европейского турне. Matt Fletcher занял место вокалиста, пока Geert van der Velde не присоединился к группе во время турне. Группа вернулась во Флориду в решительности продолжить дело Shai Hulud. Однако Dave Silber покинул группу вскоре после возвращения. В январе 2000 года Jared Allen, друг Matt’а Fletcher’а из Оклахомы, занял место басиста. Для сплита с Another Victim, названного A Whole New Level of Sickness, было записано 3 трека. Этот и еще один сплит были выпущены в марте 2000 года. Shai Hulud распространяли сплит Metallica tribute, названный Crush ‘Em All Vol. 1, с группой Boy Sets Fire, исполнившей Damage Inc… Spikey Goldbach занял место барабанщика на A Whole New Level of Sickness, а Steve Kleisath вернулся для записи сплита Crush Em’ All. В 2001 году группа переезжает в Poughkeepsie, Нью-Йорк. Chris Cardinal, игравший в Inner Dam, присоединился к группе барабанщиком, но позже решил покинуть группу.
В 2002 году Jared Allen решает покинуть группу, и Matt Fletcher берет в руки бас. Группа записывает второй полноформатный альбом That Within Blood Ill-Tempered, выпущенный 20 мая 2003 года. Во время написания альбома группа продолжала искать постоянного барабанщика. Tony Tintari присоединился к группе в студии на время записи нового альбома. После издания That Within Blood Ill-Tempered и нескольких туров во время следующего года, Shai Hulud и вокалист Geert van der Velde пришли к обоюдному согласию, что будет лучше, если он покинет группу. Geert ушел, а вскоре после этого основал сольный проект The Black Atlantic и занял место вокалиста в металкор группе Miscreants. Барабанщик Tony Tintari покинул группу, чтобы присоединиться к инди-рок-группе Holy Roman Empire. Группа опубликовала на своем сайте объявление, указывающее на то, что они не распадутся; вместо этого, группа сменила имя на «The Warmth of Red Blood» и продолжила то, что было начато как Shai Hulud. Они обратились с просьбой ко всем, кто считает себя способным, записать демо с исполнением трека «Whether to Cry or Destroy» (подобно тому, что сделали The Dillinger Escape Plan при прослушивании нового вокалиста). В 2005 году группа выпускает альбом, названный A Comprehensive Retrospective: Or How I Learned to Stop Worrying and Release Bad and Useless Recordings, содержащий редкие демозаписи и треки, исполненные вживую.
В начале 2006 года группа записывает черновое демо из 3-х песен с Eric’ом Dellon’ом на вокале, Geert’ом van der Velde на бэк-вокале и Brian’ом Go за барабанами. В марте 2006 года группа заявляет, что отказывается от названия «The Warmth of Red Blood» и оставляет название Shai Hulud. В августе 2006 года группа подписывается на Metal Blade Records и снова начинает выступать в турне, а новый материал был выпущен на новом альбоме, названном Misanthropy Pure с Matt’ом Mazzali на вокале и Andrew Gormley за барабанами, выпущенном 27 мая 2008 года. Через несколько месяцев Shai Hulud воспользовались помощью бывшего барабанщика Unearth/The Red Chord Mike’а Justain’а, пока он не присоединился к группе Trap Them. На данный момент у них нет постоянного барабанщика. Место второго гитариста в последнее время занимает Chad Kishick из Майами, Флорида, который выступал вместе с 24 Hours to Live, DEAD WEIGHT, All Hell Breaks Loose и Know the Score.

## Дискография
- A Profound Hatred of Man (1997) - EP
- Hearts Once Nourished with Hope and Compassion (1997)
- That Within Blood Ill-Tempered (2003)
- Misanthropy Pure (2008)
- Reach Beyond the Sun (2013)
- Just Can't Hate Enough x2 - Plus Other Hate Songs (2015) - EP